# Trombicula
Genre
Trombicula est un genre d'acariens de la famille des Trombiculidae. Les espèces de ce genre parasitent les chauves-souris.

## Liste d'espèces
De nombreuses espèces ont été décrites, dont :
- Trombicula canestrinii (Buffa, 1899)
- Trombicula chiroptera Womersley & Heaslip, 1943
- Trombicula dasyphloea Domrow, 1958
- Trombicula dewae Domrow, 1964
- Trombicula elegans Womersley & Kohls, 1947
- Trombicula geckobia (Womersley, 1952)
- Trombicula longwuensis Zhao & Wen, 1984
- Trombicula lukoschusi (Goff, 1983)
- Trombicula minor Berlese, 1905
- Trombicula mitchellensis (Goff, 1983)
- Trombicula papua Domrow, 1978
- Trombicula patrizii Valle, 1952
- Trombicula pectinigera Lombardini, 1962
- Trombicula pyriformis (Wang & Song, 1990)
- Trombicula quadriense Womersley & Heaslip, 1943
- Trombicula rugosa (Goff, 1979)
- Trombicula signata Womersley, 1934
- Trombicula southcotti Womersley, 1952
- Trombicula spinosa Lombardini, 1952
- Trombicula thomsoni Womersley, 1954
- Trombicula victoriensis Audy & Womersley, 1957
- Trombicula tuberculata Fauran, 1959
- Trombicula reticulata Vercammen-Grandjean & Nadchatram, 1963
- Trombicula asiatica (Wen & Corpuz-Raros, 1997)
- Trombicula manjuyodensis (Brown, 1997)
- Trombicula sinensis (Zhao & Qiu, 1979)
- Trombicula wenquana (Wen & Xiang, 1984)
- Trombicula alicola Domrow, 1961
- Trombicula chejudoensis (Goff, 1984)
- Trombicula koomori Sasa & Jameson, 1954
- Trombicula leegoffi (Brown, 1997)
- Trombicula umboiensis (Goff, 1982)
- Trombicula thomasi (Oudemans)
- Trombicula vorca Traub & Audy, 1954
- Trombicula blumbergi Asanuma, 1959
- Trombicula agurensis (Goff & Easton, 1989)
- Trombicula dimolinae Audy, 1952
- Trombicula hexasternalaea (Brown, 1997)
- Trombicula knighti Radford, 1954
- Trombicula leytensis (Brown, Goff & Nadchatram, 1988)
- Trombicula meilingensis (Zhao, 1984)
- Trombicula tibbi Vercammen-Grandjean, 1965
- Trombicula tienmushanensis (Chu, 1964)
- Trombicula tsaochiensis (Chen & Hsu, 1963)